# Южноамериканский степной зуёк
Южноамериканский степной зуёк (лат. Anarhynchus alticola) — вид птиц из семейства ржанковых. Распространён в Аргентине, Боливии, Чили и Перу. Ареал вида весьма велик, размер популяции неизвестен. Естественной средой обитания этой птицы являются пресноводные озёра и солоноватые марши.
МСОП присвоил виду статус LC.